# Anna Magdalena Bach

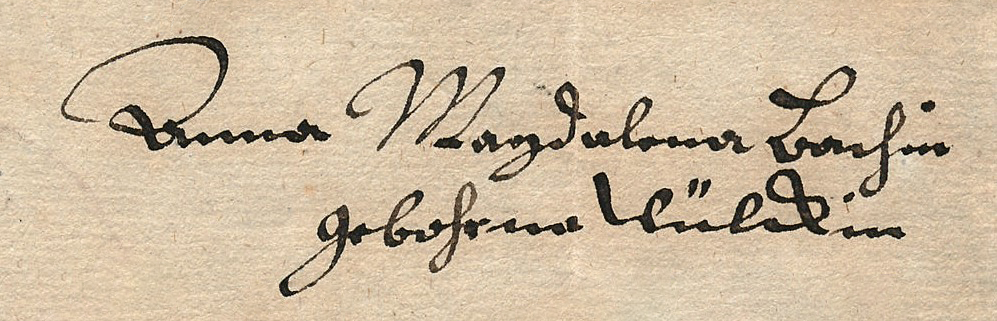
Unterschrift von Anna Magdalena Bach unter einem Dokument vom 25. Mai 1742

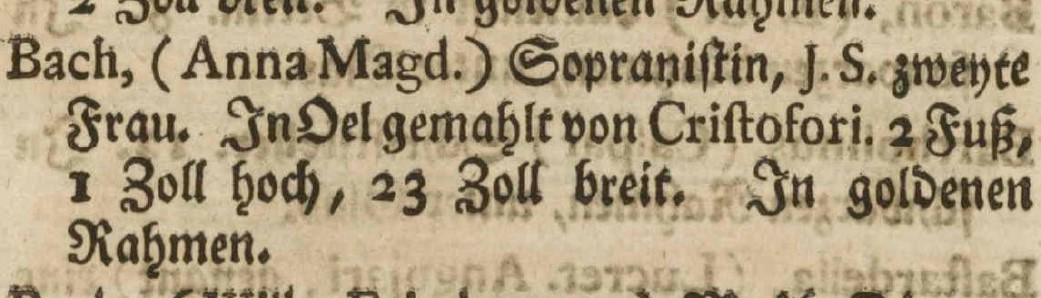
Eintrag im Nachlassverzeichnis von Carl Philipp Emanuel Bach (1714–1788), dem Stiefsohn von Anna Magdalena Bach. Dieses Gemälde ist verschollen. Es gibt heute keine Darstellung mehr von ihr, die als authentisch angesehen werden kann.

Anna Magdalena Bach geborene Wilcke (auch Wülcke, siehe rechts, * 22. September 1701 in Zeitz; † 27. Februar 1760 in Leipzig) war eine deutsche Sopranistin, die im Alter von 20 Jahren den Capellmeister Johann Sebastian Bach heiratete.

## Leben

### Herkunft und Ausbildung
Anna Magdalena Bach kam am 22. September 1701 in einer Musiker-Familie zur Welt. Ihr Vater Johann Kaspar Wilcke (1660?–1731) war am Hofe von Sachsen-Zeitz Fürstlicher Hof- und Feldtrompeter. Ihre Mutter Margarethe Elisabeth Wilcke geborene Liebe (1666?–1746) stammte aus einem Organistenhaushalt. Drei Schwestern von Anna Magdalena heirateten Hoftrompeter. Ihr Bruder Johann Kaspar (1691–1766) ist ab 1717 als Trompeter am Hofe von Anhalt-Zerbst nachweisbar. In etlichen amtlichen Dokumenten, wie ihrem Taufeintrag oder bei Einträgen zu ihr in den Leipziger Sterberegistern, erscheint ihr Geburtsname in der Schreibweise „Wilcke“. Diese setzte sich in der Forschung schließlich durch. Sie selbst oder auch ihr Ehemann wählten die Variante „Wülcke“. Spätestens 1718 zog die Familie nach Weißenfels um, wo ihr Vater eine Anstellung als Fürstlicher Hof- und Feldtrompeter am Hofe von Sachsen-Weißenfels erhalten hatte.

### Die Sopranistin
Ab 1721 ist Anna Magdalena Wilcke in Köthen nachweisbar. In Taufeinträgen, in denen sie im September als Patin aufgeführt ist, wird sie als „fürstl. Sängerin“ bzw. „Cammer-Musicantin“ bezeichnet. Um den damit verbundenen Anforderungen gerecht zu werden, muss sie eine entsprechende Ausbildung erhalten haben. Es ist möglich, dass dabei die berühmte Sängerin Christiane Pauline Kellner, genannt Paulina (1664–1745), eine Rolle spielte, die am Hofe von Sachsen-Weißenfels tätig war. Die Clavier-Büchlein für Anna Magdalena Bach, die 1722 und 1725 angelegt wurden und anspruchsvolle Werke Johann Sebastian Bachs enthalten, legen nahe, dass sie in ihrer Kindheit und Jugend auch im Spiel auf Tasteninstrumenten unterrichtet wurde.

### Die Frau Capellmeisterin

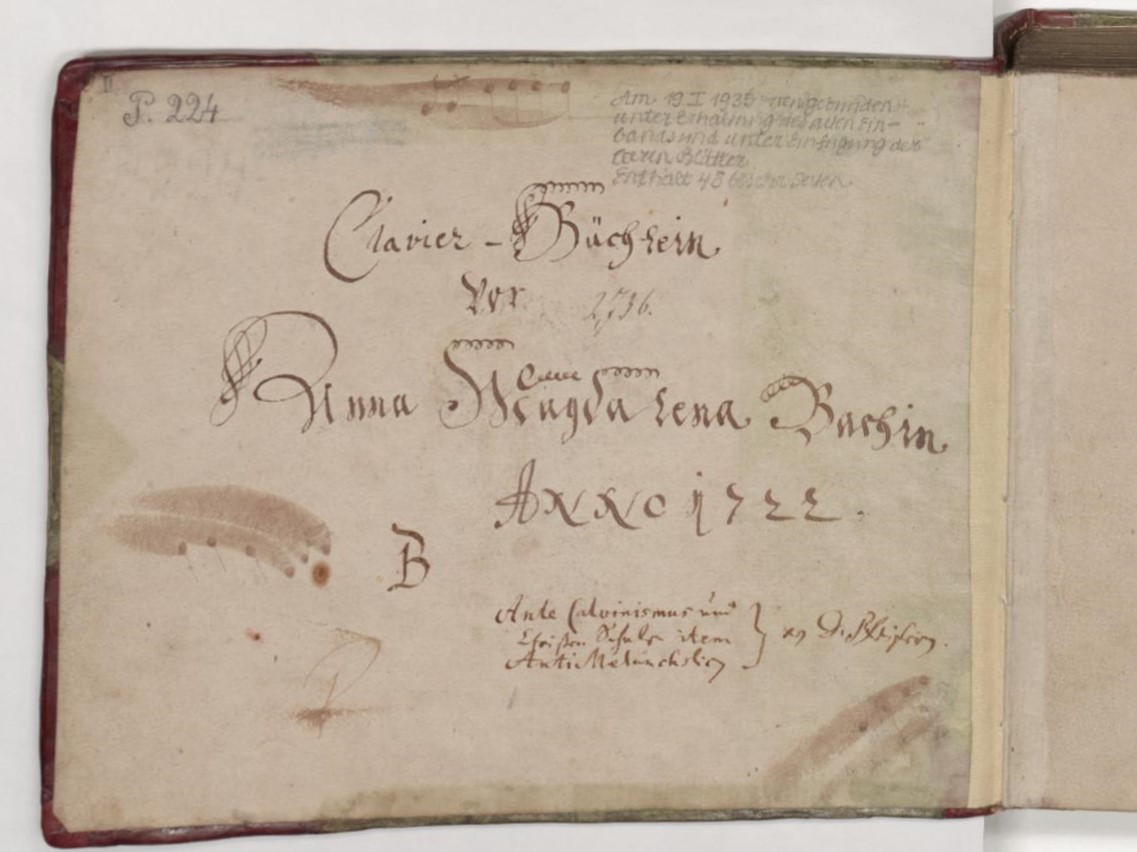
Clavier-Büchlein vor Anna Magdalena Bach Anno 1722. In die Innenseite des vorderen Deckels trug Anna Magdalena Bach den Titel ein.

Am Köthener Hof wirkte als Capellmeister seit 1717 Johann Sebastian Bach, dessen Ehefrau im Juli 1720 verstorben war. Am 3. Dezember 1721 ging Anna Magdalena Wilcke mit ihm die Ehe ein. Als Sopranistin war sie weiter am Köthener Hof tätig. Abrechnungen aus der Zeit nach ihrer Eheschließung zeigen, dass sie nach dem Capellmeister und dem Concertmeister das dritthöchste Gehalt erhielt.
Für sie war diese Eheschließung ein sozialer Aufstieg. Da sie als Ehefrau das Recht hatte, die Titel ihres Mannes zu tragen, wurde sie die Frau Capellmeisterin. Gemeinsam mit ihrem Ehemann stand sie nun einem Hauswesen vor. Dabei hatte sie sich ihm unterzuordnen, wobei nicht bekannt ist, wie das beim Ehepaar Bach gehandhabt wurde. Allen anderen Mitgliedern des Hauswesens war sie weisungsberechtigt. Dazu gehörten dort lebende Privatschüler und Verwandte, das Dienstpersonal, das zum Teil auch dort wohnte, und die Kinder. Catharina Dorothea (1708–1774); Wilhelm Friedemann, genannt Friedemann (1710–1784); Carl Philipp Emanuel, genannt Carl (1714–1788) und Johann Gottfried Bernhard (1715–1739) hatte Johann Sebastian Bach aus seiner ersten Ehe mit in den Haushalt gebracht.
Anna Magdalena Bach gebar folgende Kinder: Christiana Sophia Henrietta (1723–1726); Gottfried Heinrich (1724–1763); Christian Gottlieb (1725–1728); Elisabeth Juliana Friederica, genannt Lieschen (1726–1781); Ernestus Andreas (1727–1727); Regina Johanna (1728–1733); Christiana Benedicta (1729–1730); Christiana Dorothea (1731–1732); Johann Christoph Friedrich, genannt Friedrich (1732–1795); Johann August Abraham (1733–1733); Johann Christian, genannt Christel (1735–1782); Johanna Carolina (1737–1781) und Regina Susanna (1742–1809). Wie den Lebensdaten zu entnehmen ist, starben etliche ihrer Kinder sehr früh. Dadurch lebten zum Beispiel nur vom Juni bis August 1732 für zehn Wochen fünf Kinder im Haushalt, die jünger als zehn Jahre waren. Ansonsten waren es vier oder weniger. Im Sommer 1732 waren hingegen die drei ältesten Kinder bereits achtzehn Jahre und älter.
Zur Zeit von Anna Magdalena Bach galt: Alle Arbeiten – außer der Entbindung – konnten als Lohnarbeit delegiert werden, und davon machte sie Gebrauch. Damit waren ihre Schwangerschaften und die Geburten nicht weniger beschwerlich oder die Trauer um gestorbene Kinder geringer. Es war nicht die Aufgabe einer Frau ihres Standes, in der Küche das Essen zu kochen, die Wohnung zu reinigen oder die Wäsche zu waschen. Dafür hatte die Familie Bach Dienstpersonal. Die Säuglinge wurden durch Ammen gestillt. Die Frau Capellmeisterin stand einem Hauswesen vor, in dem mit Musik der Lebensunterhalt verdient wurde, in welchem Umfang sie als Musikerin teilhatte, konnte sie jedoch nicht frei bestimmen.

Im Frühjahr 1723 wurde Johann Sebastian Bach in Leipzig zum Kantor an der Thomasschule und Musikdirektor der Stadt gewählt. Am 22. Mai 1723 bezog die Familie die über 200 Quadratmeter große Dienstwohnung in der Thomasschule. Anna Magdalena Bach war weiterhin als Sängerin aktiv. Abrechnungen für Auftritte in Köthen aus den Jahren 1724, 1725 und 1729 machen deutlich, dass sie auch in den Leipziger Jahren auf einem sehr hohem Niveau sang. Dazu musste sie regelmäßig üben. Ohne die Aussicht auf regelmäßige Auftritte vor Publikum ist ein solcher Aufwand nicht vorstellbar. Möglichkeiten dafür gab es im Collegium Musicum, das ihr Ehemann leitete. Sie hätte auch öffentliche Konzerte in Eigenregie organisieren können, wie es durch Zeitungsanzeigen von anderen Sängerinnen belegbar ist. Es ist aber fraglich, ob solche Auftritte ihrem Stand als Frau Capellmeisterin entsprachen. Sie konnte sich in anderen Kreisen präsentieren. 

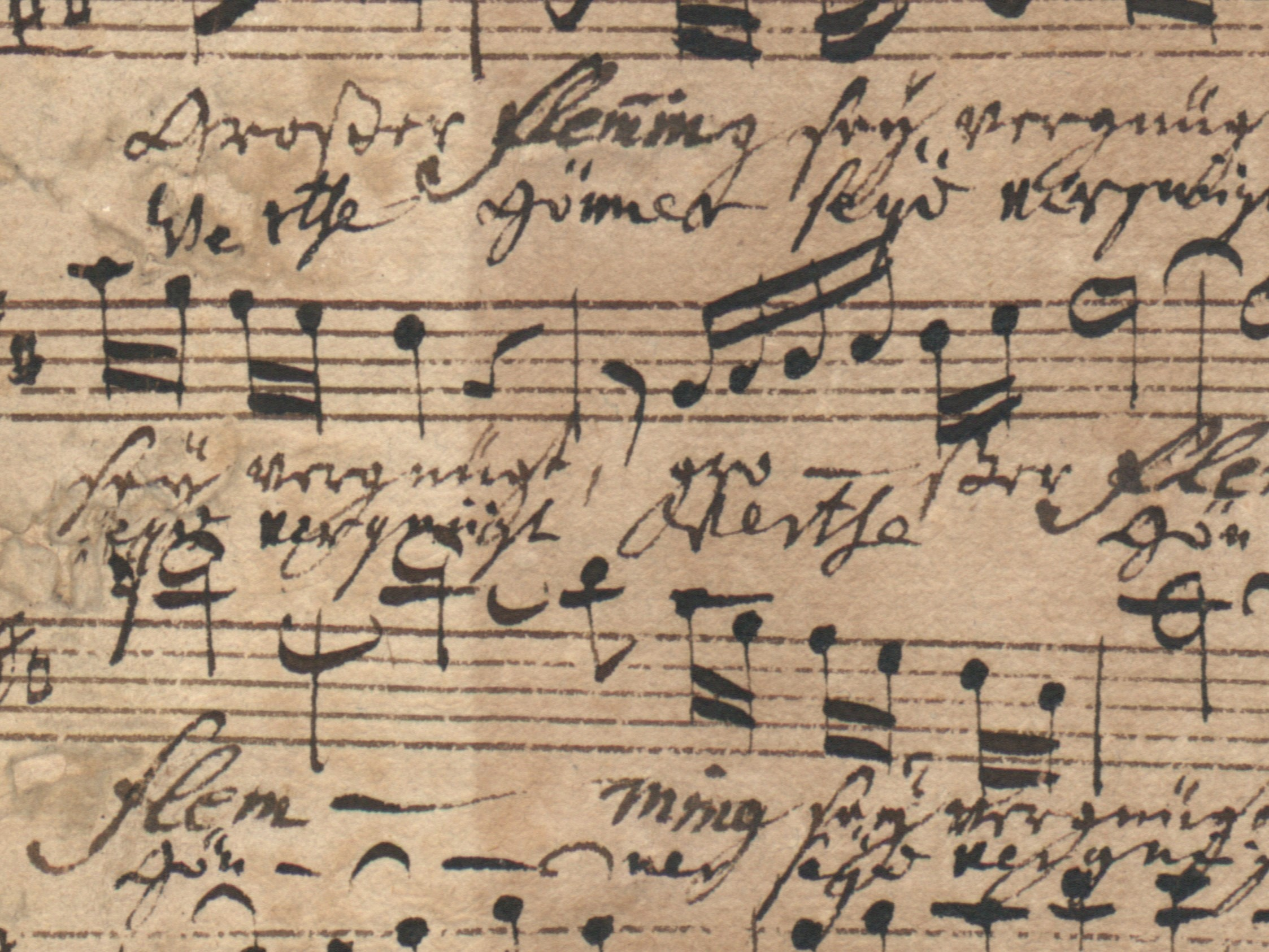
Ausschnitt aus der Sopranstimme der Kantate O angenehme Melodei (BWV 210). Die zwei Textfassungen trug Johann Sebastian Bach ein, die Noten wurden von Anna Magdalena Bach geschrieben.

 Für gemeinsame Auftritte mit seiner Ehefrau dürfte Johann Sebastian zum Beispiel die Kantate für Sopran solo BWV 210a eingerichtet haben. Sie wurde bei einem Besuch des Herzogs Christian von Sachsen-Weißenfels aufgeführt, erklang mit einigen Änderungen zu Ehren des Grafen Flemming sowie für namentlich ungenannte werthe Gönner. Mit einem anderen Text (BWV 210) wurde sie als Hochzeitskantate verwendet. Bei solchen Auftritten wirkten auch weitere Familienmitglieder mit. Als Johann Sebastian Bach 1730 in einem Brief schrieb, dass er mit ihnen ein Concert Vocaliter u. Instrumentaliter formieren könne, sprach er von sehr guten ausgebildeten Musikern. Gemeinsam konnten zusätzliche Einnahmen erwirtschaftet werden.
Anna Magdalena Bach unterstützte ihren Ehemann bei der Vorbereitung der sonntäglichen Kantatenaufführungen, wofür sie Kopien anfertigte. Sie war in der Lage, Kantatenaufführungen zu organisieren. Nach dem Tod ihres Mannes bestellte der Leipziger Rat im August 1750 die Ratswahlkantate bei ihr.
Im Haushalt der Familie Bach wurde ein Musikalienhandel betrieben, für den Anna Magdalena ebenfalls Kopien anfertigte.
Eine wichtige Rolle spielte die Ausbildung von Privatschülern, die zum Teil auch im Haushalt der Familie Bach wohnten. Anna Magdalena war nicht nur für deren Unterbringung und Versorgung zuständig. Die Generalbasslehre, die sie in ihr Clavier-Büchlein von 1725 eintrug, zeigt, dass sie auch in Ausbildungsprozesse involviert war. Die von ihr in dieses „Notenbüchlein“ eingetragenen kleinen Stücke eignen sich für die Ausbildung von Anfängern.
Es gibt kaum Hinweise auf besondere Liebhabereien Anna Magdalena Bachs. In ihrem Auftrag bestellte ein Verwandter spezielle Blumen und einen Singvogel. Wie intensiv sie diesem Hobby nachging, ist allerdings nicht bekannt. In Leipzig waren in vielen Fensternischen Blumenkästen und Vogelbauer zu sehen.
Es sind zwei Geschenke nachweisbar, die sie machte. In beiden Fällen waren es Bücher.

### Die verwitwete Frau Capellmeisterin
Am 28. Juli 1750 starb Johann Sebastian Bach. Da er unmündige Kinder hinterließ, konnte er kein Testament verfassen, in dem er seine Frau zur Alleinerbin erklärte. Im Fall der Familie Bach wachte die Vormundschaftsdeputation der Universität Leipzig darüber, dass diese Kinder die ihnen zustehenden Erbanteile erhielten. Anna Magdalena teilte am 21. Oktober 1750 dieser Institution mit, dass sie diese Anteile verwalten wolle. Dabei verwendete sie die Formulierung „mit der Verzicht, nicht wieder zu heyrathen“. Das war keine Verpflichtung, nie wieder zu heiraten. Die Witwe Anna Magdalena Bach machte damit nur deutlich, dass sie es zu diesem Zeitpunkt nicht beabsichtigte. Als verwitwete, nicht neu verheiratete Mutter war sie zur Verwaltung der Erbanteile der unmündigen Kinder berechtigt. Im Falle einer erneuten Eheschließung musste die Verwaltung einer anderen Person übertragen werden. Mit der Übernahme dieser Aufgabe war Anna Magdalena Bach dafür verantwortlich, unter Mitwirkung von zwei unabhängigen Zeugen ein Nachlassverzeichnis zu erstellen. Diese Aufstellung enthält aber nicht das gesamte Eigentum, das Johann Sebastian Bach zu seinen Lebzeiten besaß. Nicht aufgeführt ist die sogenannte Gerade. Unter diesem Begriff wurden Gegenstände zusammengefasst, mit denen die Ehefrau im täglichen Leben Umgang hatte. Dazu gehörten auch Bücher, in denen sie zu lesen pflegte, oder Schmuck. Johann Sebastian Bach dürfte vor seinem Tod über Teile seines Besitzes durch Schenkungen verfügt haben, was weitere Lücken im Nachlassverzeichnis erklärt. Bei der Erbteilung sah sich Anna Magdalena Bach in der Lage, Schulden ihrer Schwester zu übernehmen, und zahlte dafür an die anderen Erben ungefähr eine Summe, die ein ausgebildeter Bergmann (Doppelhäuer) in Kursachsen in einem halben Jahr verdiente. 1751 unterstützte sie ein Bergwerk mindestens mit einem Betrag, der dem Wochenlohn eines solchen Bergmannes entsprach.

Die Witwe Anna Magdalena Bach übernahm die Verantwortung für ihre beiden jüngsten Töchter und ihren geistig behinderten Sohn Gottfried Heinrich. Sie zog gemeinsam mit ihnen an den Neuen Kirchhof in Leipzig. Von ihren Kindern verließ sie nur Johann Christian, der nach Berlin zog, wo er durch seinen Halbbruder Carl Philipp Emanuel Bach eine musikalische Ausbildung erhielt.

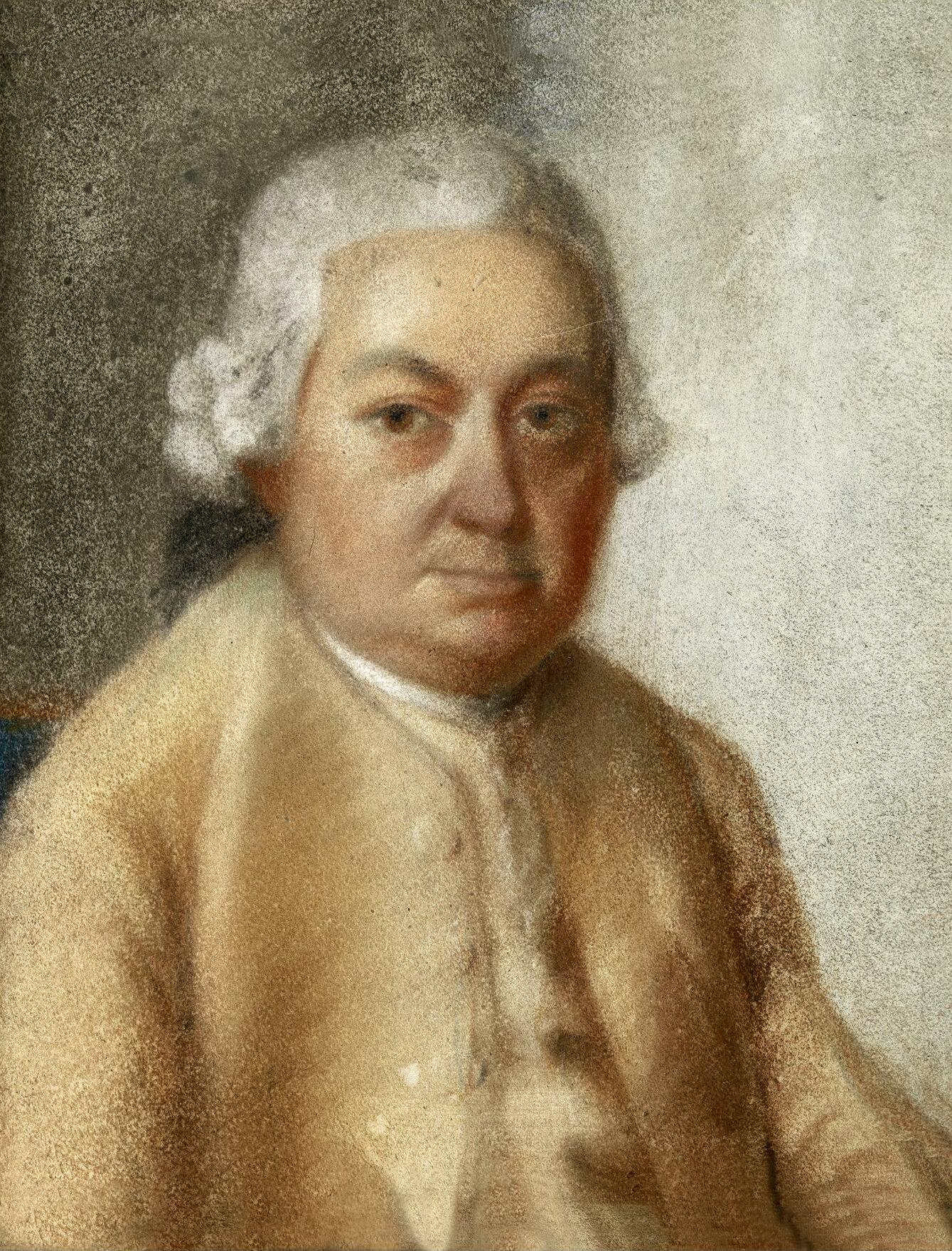
Carl Philipp Emanuel Bach Mit ihrem Stiefsohn stand Anna Magdalena Bach bis an ihr Lebensende in Kontakt.

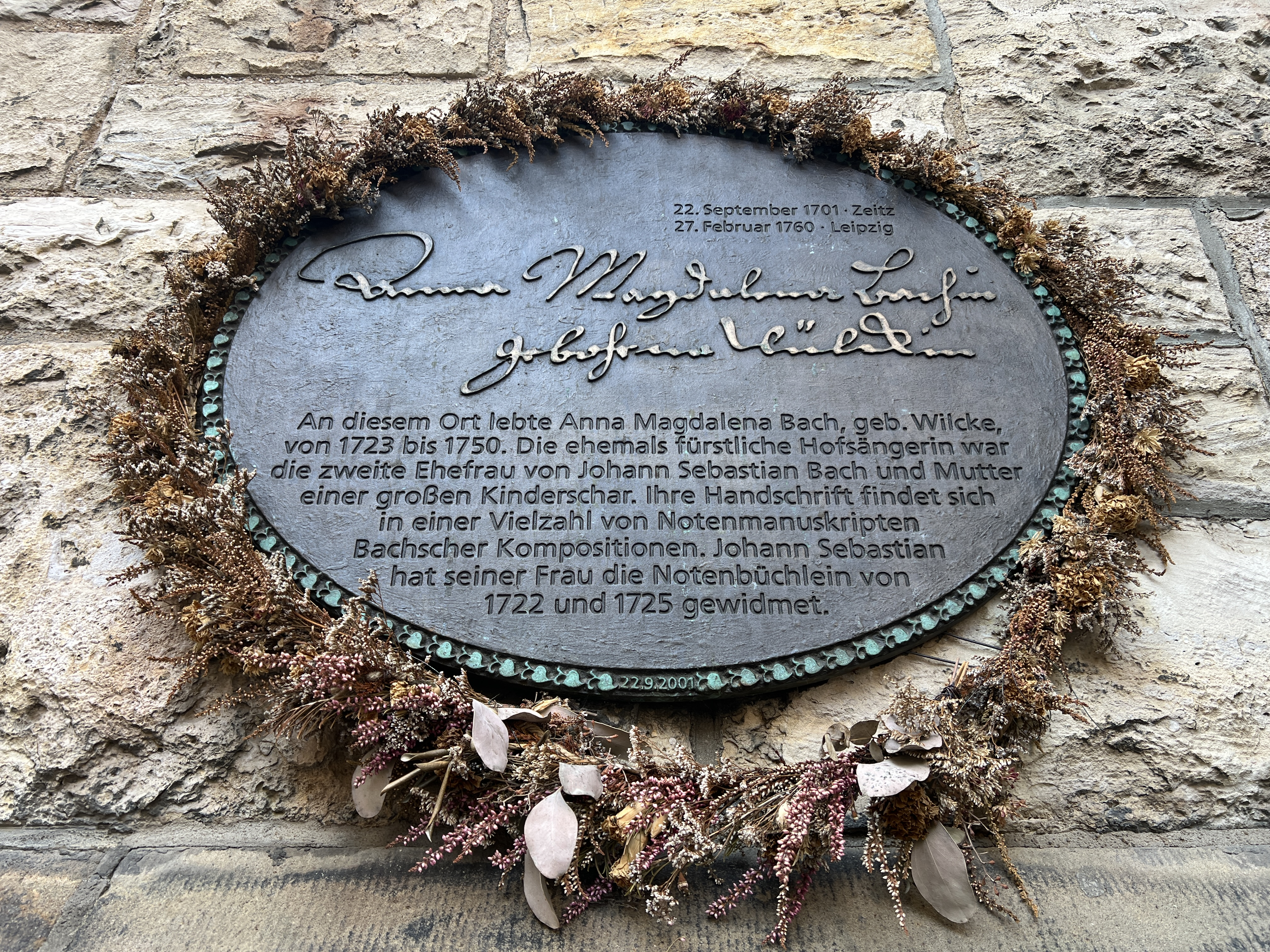
Gedenktafel in Leipzig

Zu Lebzeiten ihres Mannes hatte die Familie Einkünfte, die ein Vielfaches von denen betrugen, die ein Handwerker verdiente. Die Witwe Anna Magdalena Bach war nicht in der Lage, ihren vormaligen Lebensstandard zu halten. Das machte sie in der Ständegesellschaft der Frühen Neuzeit unterstützungswürdig. Die für sie nachweisbaren städtischen Unterstützungen standen ihr aber nur zu, wenn sie selbst zu ihrem Lebensunterhalt beitrug. Bei der Erbteilung hatte sie die Voraussetzungen geschaffen, möblierten Wohnraum zu vermieten. Sie war als Musikalienhändlerin tätig. Unter anderem vertrieb sie Die Kunst der Fuge, die sie gemeinsam mit den Söhnen herausgebracht hatte, und das Lehrwerk Versuch über die wahre Art das Clavier zu spielen von Carl Philipp Emanuel Bach, ihrem Stiefsohn. Da sie auch Musikalien ihres Mannes besaß, konnte sie Kopien seiner Werke anbieten.
Wie sich ihre Lebensbedingungen in den folgenden Jahren, vor allem während des Siebenjährigen Krieges entwickelten, ist nicht bekannt. Am 27. Februar 1760 starb Anna Magdalena Bach und wurde am 29. Februar auf dem Johannisfriedhof in Leipzig beigesetzt.

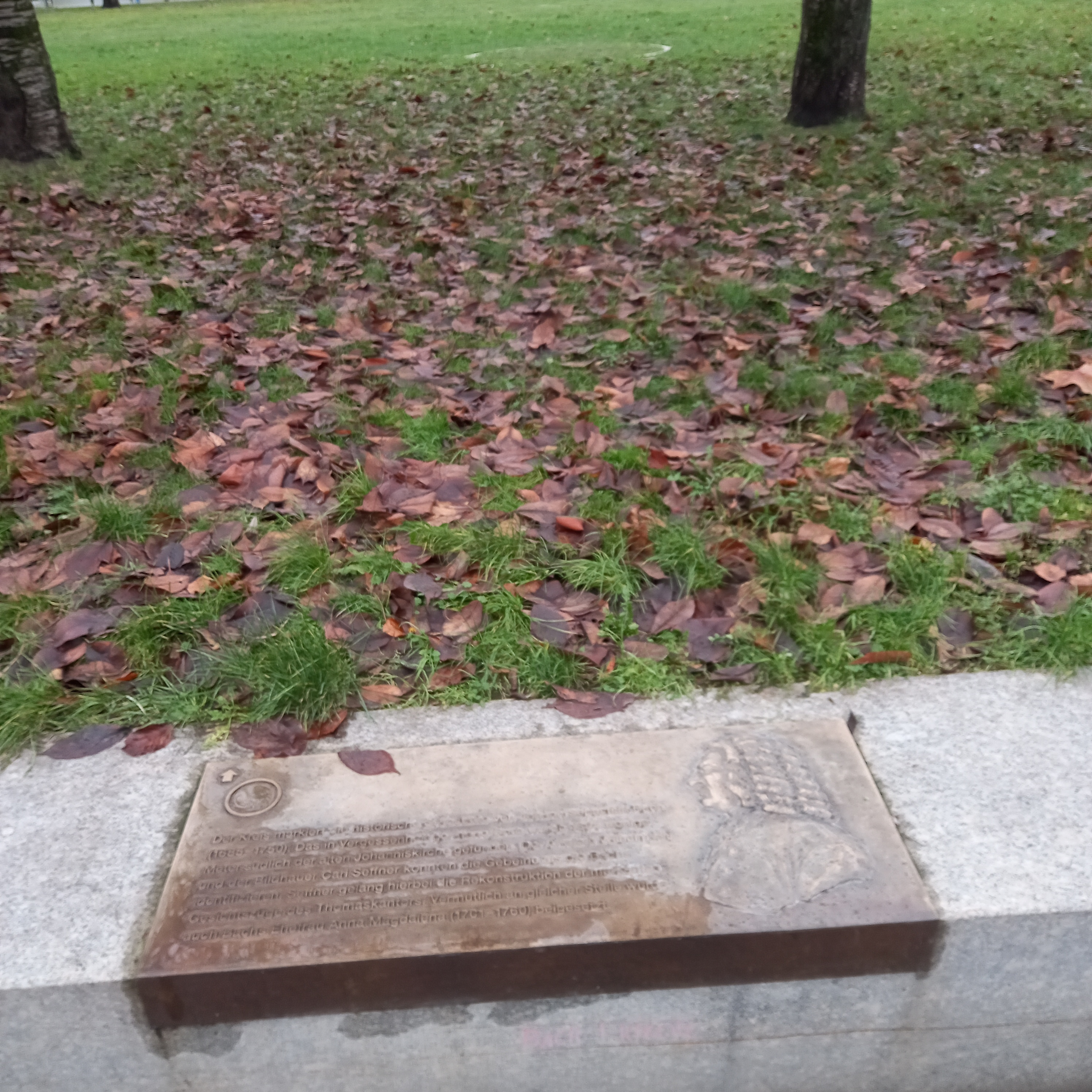
Gedenktafel für das Grab von Anna Magdalena Bach am Standort der ehemaligen Johanniskirche (Leipzig)

### Romane und Filme
Es sind keine Quellen vorhanden, die genauere Auskünfte über den Charakter von Anna Magdalena Bach geborene Wilcke geben oder darüber, was sie dachte, welche Empfindungen sie in verschiedenen Lebenssituationen hatte, wie sich ihr Wesen im Laufe ihres Lebens entwickelte oder wie sie aussah. Dessen ungeachtet gibt es etliche Romane und Filme über sie, in denen das eine wichtige Rolle spielt. Fehlendes Wissen wird dort durch Phantasien ersetzt. Die dabei entstehenden Bilder können sehr interessant und auch anrührend sein. Dass sie aber ihre Persönlichkeit darstellen, wäre reiner Zufall.
Eine besondere Rolle spielt diesbezüglich Die kleine Chronik der Anna Magdalena Bach, ein Buch, das 1930 in deutscher Übersetzung erstmals in Deutschland erschien und in den folgenden Jahren viele Neuauflagen erfuhr. Autorin war Esther Meynell, die es 1925 unter dem Titel The little Chronicle of Magdalena Bach in einem Londoner Verlag veröffentlichte. Der deutsche Verleger verzichtete aber auf eine Autorenangabe und jeglichen Hinweis, dass es sich um eine fiktive Darstellung handelt. So entstand der Eindruck, dass hier eine Lebenserinnerung vorliege, die Anna Magdalena Bach persönlich verfasst hat.